# Gare de Montereau
Gare de Montereau – stacja kolejowa w Montereau-Fault-Yonne, w departamencie Seine-et-Marne, w regionie Île-de-France, we Francji.
Jest stacją Société nationale des chemins de fer français (SNCF), obsługiwaną przez pociągi Transilien Paryż-Lyon (linia R) i TER Bourgogne.